# チャールズ・エリオット (外交官)
サー・チャールズ・ノートン・エッジカム・エリオット （英: Sir Charles Norton Edgecumbe Eliot,GCMG CB PC、1862年1月8日 - 1931年3月16日) は、イギリスの外交官、植民地行政官、学者。1919年から1925年にかけて駐日英国大使を務めた。

## 生涯
オックスフォードシャーのシブフォード・ガワー村に生まれた。パブリックスクールのチェルトナム校に学ぶ。1880年にオックスフォード大学ベリオール・カレッジへ進んだ。在学中に古典語学で最優等の成績を収め、20もの言語を習得するなど優れた語学の才能を発揮した。
1886年に大学を卒業後、初代ダファリン伯爵フレデリック・ブラックウッド（当時のインド総督）との出会いをきっかけに外交官の道を志した。優秀な言語学者としてサンクトペテルブルク、タンジール、イスタンブール、ワシントンへと赴任した。
1900年、英領東アフリカ高等弁務官に任命された。エリオットは在任中、ケニア高地に白人居留地の建設を推し進めた。必然的に原住民のマサイ族との衝突・摩擦が起きたが、マサイ族を嫌うエリオットはこうした事態に頓着しなかった。これについては本国外務省から建設を自粛するよう警告があり、1904年にはとうとう正式な政策変更の訓令があった。反発したエリオットは高等弁務官を辞職した。
1905年から1912年までシェフィールド大学副学長を引き受け、さらに1912年から1918年まで香港大学でも副学長を務めた。
1918年、帝政ロシアが崩壊して連合国によるシベリア出兵が起きると、香港にいたエリオットに声がかかり、弁務官としてシベリアへ赴任した。エリオットは革命後の混乱状態にあるシベリアをよく統率・対応したと評価された。
1919年初め、英・外務省では駐日大使ウィリアム・グリーンの後任選びに難航していたが、シベリアでの職務を評価されたエリオットに白羽の矢が立った。

### 駐日大使として

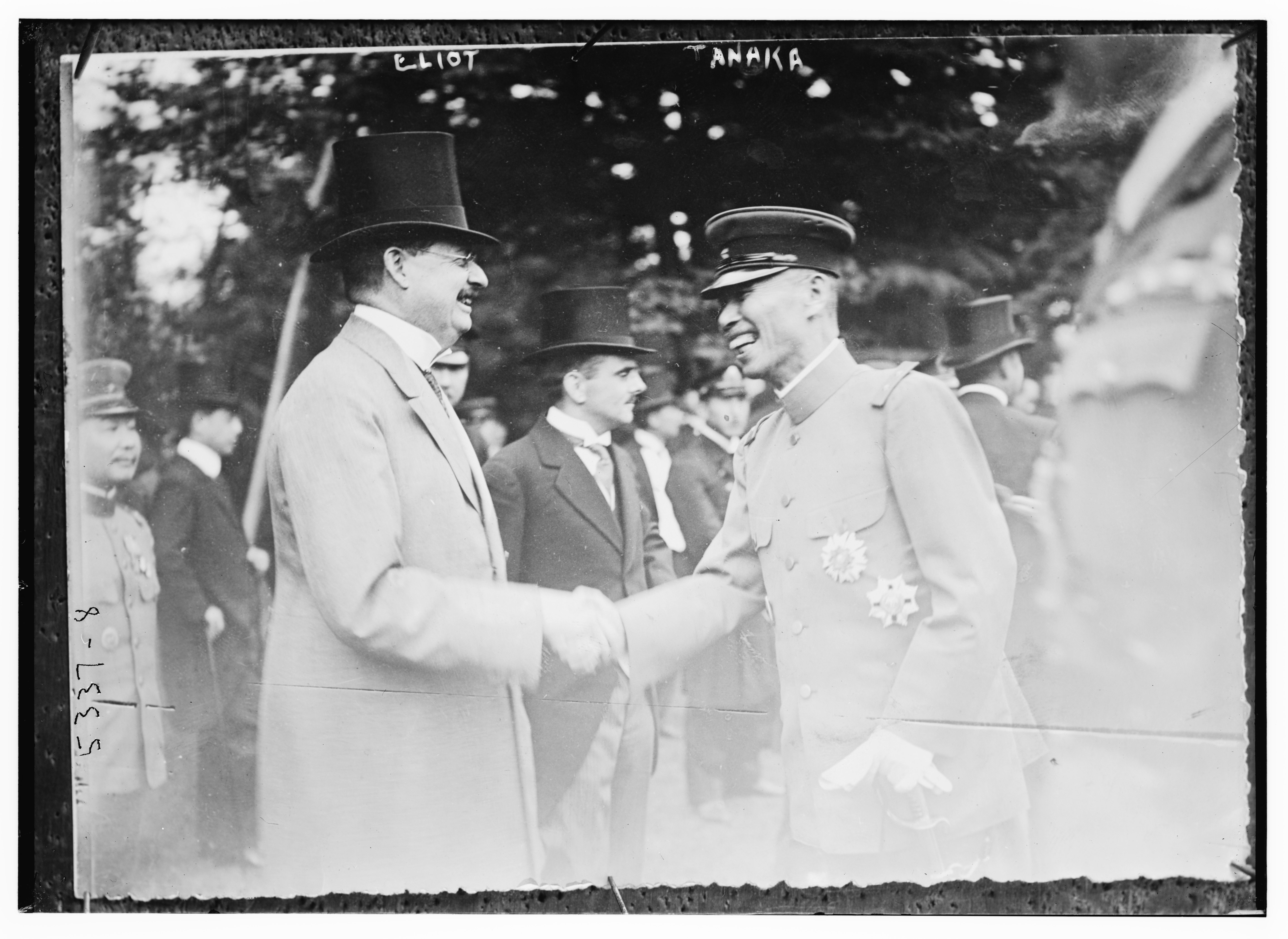
大使時代のエリオット。田中義一と握手を交わしている。

1920年4月に来日した。この時期の日英間の懸案事項は、日英同盟を継続するか否かであった。エリオットは日英同盟の必要性を感じており、同盟の支持者であり続けた。しかし実情は、第一次世界大戦の終結によりイギリスへのロシア・ドイツの脅威がなくなったこと、アメリカ合衆国が「同盟は日本の大陸侵略の後ろ盾となっている」と問題視していることなど、同盟の存在意義が危ぶまれていた。これについて本国の外務大臣初代カーゾン伯爵ジョージ・カーゾンはエリオットと同じく同盟存続派であったが、1921年に入るとイギリスはカナダをはじめとする自治領諸国から同盟解消を求められた。くわえて翌年、ワシントン会議により四カ国条約が締結される代わりに日英同盟が破棄されてしまう。同盟終了後、エリオットはカーゾン伯に手紙で「日英同盟の終了を心から残念に思います」と綴っている。
エリオットは同盟の終了後も日英友好に努めた。1923年に関東大震災が起きるとイギリス政府に援助を働きかけ、東京帝国大学図書館復興への援助金を拠出させている。しかし、エリオットの努力もむなしく、シンガポールへの海軍基地の建設問題が生じた。シンガポール海軍基地は日本を仮想敵におくものであり、日英関係に暗い影を落とした。エリオットも新任のオースティン・チェンバレン外務大臣にあてて、基地は日本を封じ込める目的ではない印象を与えるため懐柔的なメッセージを送るよう求めた。また、エリオットは日本の対中政策について「中国における日英の権益は相反するものではないので、イギリスはアメリカとではなく日本と協力すべき」との評価を与えたが、対米関係を重視する本国外務省と対立した。
チェンバレンも本省高官とエリオットとの間に意見の食い違いを感じ、これを機にエリオットに大使から退任し引退するよう勧めた。何度かのやり取りののち、エリオットは最終的に「どうぞ、お気のすむまで私を不当に不合理に処分なさって下さい」と投げやりに返答し、チェンバレンも交信を打ち切った。
退職後も帰国せず日本に留まり続け、奈良に滞在し日本仏教の研究を行った。健康の悪化により帰国を決意するも、1931年3月16日に帰国の船上、マラッカ海峡で死去した。研究の成果"Japanese Buddhism"（日本仏教）は、元部下であったジョージ・サンソムによって未完の部分が補筆され、死後の1935年に刊行された。

## 栄典

### 賞罰
- - 聖マイケル・聖ジョージ勲章（GCMG）[14]
- - バス勲章（CB）

### その他
- 枢密顧問官（PC）[15]

## 主な著書
- Charles Eliot, Sir (1905). The East Africa Protectorate（Open Library）, London: E. Arnold.
- Charles Eliot, Sir (1908). Turkey in Europe（Open Library）, London: E. Arnold.
- Charles Eliot, Sir (1921). Hinduism and Buddhism: An Historical Sketch（Open Library）, London : Edward Arnold & Co.
- Charles Eliot, Sir (1935). Japanese Buddhism, London: Routledge & K. Paul. ISBN 0-7103-0967-8